# Matěj Mikulenka
Matěj Mikulenka, né le 5 février 2004 en Tchéquie, est un footballeur tchèque qui évolue au poste de milieu offensif au Sigma Olomouc.

## Biographie

### En club
Né en Tchéquie, Matěj Mikulenka joue notamment dans les équipes de jeunes du MFK Frýdek-Místek avant de rejoindre le Sigma Olomouc en 2019, où il poursuit sa formation. Il son premier match en professionnel le 20 juillet 2024, lors de la première journée de la saison 2024-2025 face au SK Dynamo České Budějovice. Il entre en jeu à la place de Jan Navrátil (en) et son équipe s'impose par deux buts à zéro.
Mikulenka marque son premier but en professionnel le 18 août 2024, lors d'une rencontre de championnat face au FK Mladá Boleslav. Titulaire, il ouvre le score au bout de 21 minutes de jeu et participe à la victoire de son équipe par trois buts à deux.
Le 24 octobre 2024 il prolonge son contrat avec le Sigma Olomouc, étant désormais lié au club jusqu'en juin 2028.

### En sélection
Il représente la Tchéquie en sélection. Il joue notamment avec les moins de 18 ans, jouant un seul match, le 8 octobre 2021 face à la Belgique. Il est titulaire lors de ce match perdu par son équipe par un but à zéro.
En novembre 2024 il est convoqué pour la première fois avec l'équipe de Tchéquie espoirs par le sélectionneur Jan Suchopárek. Il remplace notamment Matěj Šín, qui est finalement appelé avec les seniors. Mikulenka ne joue toutefois aucun match lors de ce rassemblement.